# Wing Chun
Wing Chun (Wing Tsun Kuen, Ving Tsun Kuen) – jeden ze styli wushu, chińskiej sztuki walki. Jego szkoły występują w ponad 60 krajach, ma ponad 1,3 mln adeptów.
Style pochodne od Wing Chun: Wing Tsun (Leung Ting), Ving Tsun (Wong Shun-leung), Traditional Wing Chun (William Cheung) lub Yongchun (dialekt mandaryński). Spotyka się też inne pisownie nazwy stylu. Różnice w nazewnictwie wynikają przeważnie z różnych przekazów. Mistrz Yip Man nauczał w Hongkongu tysiące osób, tylko ok. 5 osób skończyło pod jego okiem cały system. Istnieje wiele szkół, które nie mają prawie nic wspólnego ze stylem nauczanym w Hongkongu, dlatego czystość przekazu i bezpośredni kontakt z chińskim nauczycielem są wyznacznikiem jakości szkoły.

## Historia

### Początki
Początki stylu i jego pochodzenie nie są dokładnie znane. Tradycja podaje, że w drugiej połowie XVII w. albo na początku XVIII w. grupa mistrzów z klasztoru Szaolin opracowywała styl, który miał być skuteczny w walce z Mandżurami i łatwy do nauki w krótkim czasie. Jednak zanim zakończono pracę, mandżurscy najeźdźcy spalili klasztor. Uratowało się jedynie pięcioro mnichów, a wśród nich mniszka Ng Mui, która dopracowała podstawy tego stylu (jak wiele innych legend o początkach stylów, także i ta mówi, że dzieło Ng Mui uzyskało swój końcowy kształt w niezwykły sposób: z inspiracji walką żurawia z wężem lub podczas snu). Mniszka przekazała swą wiedzę świeckiej uczennicy Yim Wing-chun, której mąż nadał stylowi nazwę. Tak więc, choć słowa „wing chun” po chińsku znaczą „piękna wiosna”, nazwa stylu pochodzi nie od pory roku, lecz od imienia legendarnej mistrzyni.
Do połowy XIX wieku styl Wing Chun rozwijał się wyłącznie w rodach mieszkających w południowochińskiej prowincji Guangdong, w miastach Foshan, Kanton i Hongkong. Początkowo styl był walką bez broni, później wzbogacono go o walkę parą mieczy motylkowych, a ludzie używający do kierowania łodzią długiego kija opracowali technikę walki tym narzędziem. Rozwinięto również metody treningowe, w tym specyficzne ćwiczenia na drewnianym manekinie.

### Przekaz: Leung Jan – Chan Wah-shun – Yip Man
Pierwszą historyczną postacią z tego stylu był Leung Jan – lekarz i aptekarz z miasta Foshan. Jego postać wykorzystana została w dwóch najbardziej znanych filmach na temat Wing Chun: Warrios Two i Prodigal Son (reżyserem obu jest Sammo Hung). Historyczne początki stylu datują się ok. roku 1850. Najlepszymi uczniami Leung Jana byli jego synowie: Leung Bik i Leung Cheun oraz Chan Wah-shun. Po śmierci Leung Jana Chan Wah-shun został spadkobiercą stylu. Zmarł około roku 1905 na skutek wylewu krwi do mózgu. Salą gdzie treningi prowadził Chan Wah-shun była rodowa świątynia klanu Yip. Z klanu tego wywodzi się następny wielki mistrz – Yip Man. Był On ostatnim uczniem Chan Wah-shuna.
Yip Man urodził się w roku 1894 (według innych źródeł w 1898). Pochodził z jednego z najbogatszych rodów w Foshan. Był szesnastym i ostatnim uczniem Chan Wah-shuna. Po śmierci Chan Wah-shuna został uczniem Leung Bika. Leung Bik był synem Leung Jana i podobnie jak jego brat Leung Chun nie był wysokiego wzrostu. Jak podaje historia stylu, Leung Jan nie nauczył Chan Wah-shuna wszystkich technik (na przykład prawidłowej pracy nóg i niektórych technik z trzeciej formy). Aby wyrównać szanse swych synów musiał ich tych technik nauczyć, dlatego Yip Man mając dostęp do niejako obu wersji spróbował je na nowo połączyć w prawidłową technikę.
Yip Man pochodził z bogatej rodziny i w swoich początkowych latach nie musiał się zbytnio martwić o swój byt. Sytuacja zmieniła się w czasie okupacji japońskiej. Kiedy odmówił Japończykom nauczania stylu Wing Chun, musiał się przed nimi schronić. Kiedy po kapitulacji wrócił do Foshan, został oficerem policji. Pod koniec 1949 będąc policjantem Kuomintang wyemigrował do Makau, a następnie do Hongkongu, zostawiając rodzinę w Foshan (jego synowie wyemigrowali do Hongkongu znacznie później, dlatego niewiele zdążyli się od ojca nauczyć). Prawdopodobnym powodem ucieczki było to, że zabił kogoś i obawiał się zemsty komunistycznych władz Chin.
Yip Man początkowo nie przewidywał nauczania stylu Wing Chun. W roku 1952 na skutek problemów finansowych przyjął kilku uczniów po 40 latach nauki własnej. Został spadkobiercą stylu. W okresie prowadzenia szkoły nauczał jedynie kilkunastu uczniów, wyłącznie Chińczyków. Pierwszymi uczniami byli między innymi Leung Sheung, Lok Yiu, Chu Shong-tin i Wong Shun-leung. W roku 1968 wycofał się z nauczania. Założył Hong Kong Ving Tsun Athletic Association (zh. 香港詠春拳體育會). Ustalił tym samym zachodnią pisownię stylu. Zmarł 2 grudnia 1972 na raka gardła.
Wiele źródeł podaje, że jednym z najsłynniejszych uczniów Yip Mana był Bruce Lee, ale część badaczy wątpi w prawdziwość tego twierdzenia. Jak w wielu innych szkołach walki, nauczaniem młodszych adeptów zajmowali się z reguły najstarsi uczniowie mistrza, a ten jedynie od czasu do czasu udzielał dodatkowych wskazówek. Dlatego najbardziej prawdopodobne jest, że Bruce Lee uczył się od swoich starszych kolegów. Jednym z kolegów Bruce Lee w czasie nauki był między innymi mistrz William Cheung.
Fragment życia Yip Mana dotyczący okupacji japońskiej został przedstawiony w filmie „Ip Man”, przy którego kręceniu pomagał syn mistrza. W drugiej części, będącej kontynuacją, przedstawiono perypetie bohatera w Hongkongu. Ostatnie kadry tego filmu nawiązują do młodego Bruce’a Lee.

### Czasy współczesne. Uczniowie Yip Mana
Po śmierci Yip Mana spadkobiercami stylu Wing Chun zostało czterech jego uczniów: Leung Sheung, Lok Yiu, Tsui Sheung-tin, Wong Shun-leung. Uczniowie Yip Mana jako jedni z nielicznych zaczęli uczyć ludzi z innych kontynentów i uczynili styl jedną z najpopularniejszych odmian chińskiej sztuki walki na świecie. Znani uczniowie to: Chiu Wun, William Cheung, Wong Shun-leung, Leung Sheung, Wang Kiu, Lok Yiu, Tsui Shan-tin, Moy Yat, Bruce Lee.

### Leung Ting – jego wizja stylu
Leung Ting rozpoczął trening Wing Chun w wieku 13 lat. Pierwszymi instruktorami byli bracia jego matki Cheng Fook i Cheng Pak, ćwiczący w ówczesnej szkole Yip Mana. Następnie Leung Ting wstąpił do szkoły pierwszego ucznia Yip Mana w Hongkong – Leung Sheunga.
W wieku 18 lat został asystentem w klubie Cheng Fooka i Chang Paka – pomaga im w nauczaniu. W latach 60 zostaje ostatnim uczniem prywatnym Mistrza Yip Mana, poznając ostatnią, kompletną wersję systemu na lekcjach prywatnych z Yip Manem. Przekaz ten znacznie różni się od technik nauczanych przez Yip Mana w Stowarzyszeniu Pracowników Restauracji w latach 50. Odznacza się także usystematyzowanym programem nauczania, w formie lekcji oraz sekcji Chi Sao oraz programem walki opracowanym przez Mistrza Yip Mana w 1969 roku. W 1972 roku za zgodą Mistrza Yip Mana otwiera Leung Ting Gym w Hongkongu – kwaterę główną International Wing Tsun Association, największe profesjonalne stowarzyszenie kung fu na swiecie, ze szkołami w 64 krajach świata.

## Odmiany stylu
Oprócz Wing Tsun Leung Tinga oraz Wing Chun Williama Cheunga, istnieje jeszcze kilka innych odmian tego stylu. Niektóre z nich powołują się na 200-letnią historię i nie krzyżowały się z innymi. Mimo to, istnieje między nimi wiele podobieństw. Różnią się formami, chociaż podstawowe ruchy są takie same.
- Sun Wing Chun (mistrza Sun Wa Pak) zawiera 8 form ręcznych i 2 z bronią,
- Pao Fa Lien (mistrza Lim Ta Sheng) zawiera 14 form ręcznych i 7 z bronią.

## Wing Chun w Polsce
Styl ten dotarł do Polski około roku 1978, zaś ćwiczy się go oficjalnie od 1980. Początkowo opiekowała się nim Kwatera Główna stylu w Jugosławii. Pierwszą sekcję założono przy studenckim Klubie Karate Politechniki Warszawskiej. Prekursorami stylu byli Janusz Szymankiewicz i Marek Stefaniak posiadający wtedy 12 st. uczniowskie WT.
Janusz Szymankiewicz był uczniem Milana Prosenicy
(4 st. mistrzowski – uczeń Leung Tinga i Slavko Truntica) i przedstawicielem odmiany Wing Tsun w Polsce. Do najbardziej znanych instruktorów w tamtym okresie należeli: Piotr Szawernowski, Leszek Starybrat, Tadeusz Gacki i Artur Rychta. W latach osiemdziesiątych XX wieku najsilniejszymi ośrodkami były: Warszawa, Poznań, Lublin, Tychy, Brwinów, Kędzierzyn-Koźle.
W roku 1985 Szymankiewicz poznaje w Chinach Wong Shun-leunga. Okazuje się, że zmiany poczynione przez Leung Tinga są znaczne. Od tamtej pory Szymankiewicz zaczyna nauczać tradycyjnej metody według przekazu Wong Shun-leunga. Zostaje jedynym uczniem Wong Shun-leunga w Polsce. Mistrz Wong Shun-leung po kilku latach treningu pod jego okiem nadaje J. Szymankiewiczowi tytuł Sifu. W Polsce rozwijają się więc dwie odmiany stylu Wing Chun: Wong Shun-leunga i Leung Tinga. W połowie lat 90. prywatny uczeń Leung Tinga Norbert Maday (9 st. mistrzowski) reaktywuje Polskie Stowarzyszenie Wing Tsun z ośrodkami szkoleniowymi w Warszawie, Poznaniu, Krakowie, Szczecinie, Koszalinie, Wrocławiu, Olsztynie, Giżycku, Gdańsku i Mławie. Obecnie polscy instruktorzy Leung Ting Wing Tsun Kung Fu podlegają pod kwaterę główną Eastern European Wing Tsun Organisation ze szkołami w Polsce, na Węgrzech, Litwie, Łotwie, Estonii, Rumunii i Ukrainie. Jest to jedyne profesjonalne stowarzyszenie Leung Ting Wing Tsun w Polsce posiadające regularny kontakt z ostatnim uczniem Wielkiego Mistrza Yip Mana. Mistrz Leung Ting odwiedza Polskę co roku prowadząc osobiście klasę instruktorską. Oprócz tych dwóch odmian prężnie działa również linia przekazu Williama Cheunga, choć nie akredytowana oficjalnie. Niemniej w tej linii przekazu działa Polskie Stowarzyszenie Tradycyjnego Wing Chun Kung Fu, które zrzesza kilka szkół (Kraków, Bydgoszcz, Toruń, Luboń, Gorzów Wielkopolski, Piotrków Trybunalski, Zawiercie, Katowice, Siedlce) z siedzibą główną w Krakowie – głównym nauczycielem na Polskę jest Sifu Andrzej Szuszkiewicz, który posiada dziesiąty, najwyższy stopień mistrzowski w tej linii przekazu. Stowarzyszenie jest częścią europejskiego Stowarzyszenia Tradycyjnego Wing Chun Kung Fu z siedzibą w Paryżu, gdzie głównym Sifu jest Didier Beddar. W stosunku do dwóch poprzednich odmian występuje sporo różnic technicznych, zarówno w wykonaniu form, jak i w tzw. footwork, czyli pracy nóg w systemie. Wspólny pozostaje duch i pewne koncepcje pryncypialne (np. linia centralna, choć różnie rozumiana w każdym z systemów).

## Technika i trening

### Formy ręczne
Styl ten zawiera 3 podstawowe formy ręczne:
- Siu Nim Tao (Siu Lim Tao) – w tłumaczeniu na polski „mała idea”
- Chum Kiu – w tłumaczeniu na polski „szukanie mostu”
- Biu Tze (Biu Jee) – w tłumaczeniu na polski „strzelające palce”

(wszystkie nazwy podane są w języku kantońskim. W mandaryńskim ich brzmienie jest inne)
Poszczególne szkoły mogą jednak uczyć i innych form.

### Chi sao, chi kuk, chi kwun – wyczuwanie intencji przeciwnika
Nazwa chi sao oznacza „złączone ręce” lub „lepkie ręce”. Technika ta polega na wczuwaniu się w intencje przeciwnika. Ważną rolę odgrywa umiejętności wyczuwania kierunku działania energii przeciwnika i reagowania na nią. Rozwija to szybkość reakcji i walki w bliskim dystansie. Analogiczne techniki istnieją w treningu nóg (chi kuk) i kijów (chi kwun). Dodatkowo praktykowane są również bardziej „współczesne” formy treningu, takie jak praca z workami i tarczami, sparingi – poszczególne formy treningu zależą od konkretnej szkoły i zapatrywań jej sifu na proces nauczania.

### Broń w stylu Wing Chun
Używany w Wing Chun kij ma długość ok. 2 metrów (6,5 stopy, tzw. „Dragon Pole”). Technika władania kijem wykonywana jest w niskiej pozycji. Tradycja podaje, że technika ta pochodzi od jednego z Pięciu Starszych Szaolinu: Chi Shina. Technika kija obejmuje również tzw. złączone kije, polegające na wczuwaniu się w intencje przeciwnika.
Styl ten używa również noży motylkowych bart cham dao. Są to miecze o szerokim, jednosiecznym ostrzu. Ostrza ich przypominają skrzydła motyla. W Wing Chun traktuje się je jako przedłużenie ramion (forma ośmiu tnących dróg noży motylkowych).

## Kontrowersje związane z Wing Chun
Podobnie jak w wielu innych dziedzinach, środowisko Wing Chun jest podzielone w kwestiach zarówno technicznych, dotyczących metodyki nauczania, jak i dotyczących znanych postaci. Oto kilka znanych kontrowersji:
William Cheung określił się jedynym prawowitym spadkobiercą stylu i dla odróżnienia siebie od innych szkół, nazwał swoją szkołę tradycyjnym Wing Chun (Traditional Wing Chun system). Podstawą twierdzenia jest jakoby fakt, że Yip Man osobiście udzielał mu sekretnych lekcji przekazując wiedzę nieznaną innym uczniom. Fakt historyczny jest taki, że William Cheung opuścił Hongkong w wieku 18 lat i utracił kontakt z mistrzem Yip Manem i innymi jego uczniami. W czasie gdy uczył się w szkole Yip Mana, mistrz był już schorowanym człowiekiem uzależnionym od narkotyków (znany był z tego, że palił opium). Ving Tsun Athletic Association negatywnie ustosunkowało się do twierdzeń Williama Cheunga, wyrażając ubolewanie, że wybrał on tak kontrowersyjną metodę promocji swojej szkoły.
Kolejną znaną w środowisku Wing Chun kontrowersją jest kwestia walki Williama Cheunga z Eminem Botztepe. Zdarzenie to miało miejsce podczas jednego z seminariów w Niemczech. Emil Botztepe był wówczas uczniem w szkole Leung Tinga i po wielokrotnych twierdzeniach Williama Cheunga, że jest niepokonany, postanowił spróbować sił w walce. Została ona sfilmowana i widać na niej, że Emin Botztepe powalił mistrza. Sam William Cheung kwestionował ten fakt twierdząc, że sfilmowany został tylko fragment walki, który nie oddawał prawdziwej sytuacji.
Kontrowersyjną postacią w środowisku Wing Chun (i ogólnie w środowisku sztuk walki) jest też sam Leung Ting, a w szczególności jego uczeń Keith Ronald Kernspecht, który przyczynił się do niespotykanej wcześniej na taką skalę komercjalizacji sztuk walki (poprzez swoją organizację EWTO). Dodatkowe kontrowersje dotyczą twierdzenia Kernspechta, o tym, że techniki wyczuwania intencji przeciwnika (poprzez dotyk ćwiczony w chi sao) powodują, że styl ten jest znacznie lepszy niż jakakolwiek inna sztuka walki. Twierdzenie to wywołało sporo zamieszania, dlatego że podważa sens nauki takich sztuk walki jak chociażby karate.
Kontrowersyjna jest również linia przekazu Leung Tinga. On sam twierdzi, że jest ostatnim prywatnym uczniem Yip Mana, choć niektórzy inni uczniowie mają odmienne zdanie. Różnica zdań została dodatkowo zaogniona zarzutami o podrobienie zdjęcia, które przedstawiało Yip Mana z redaktorem naczelnym magazynu New Martial Hero.
Leung Ting zaprzeczył wszystkim zarzutom i twierdził, że sam Yip Man wspomniał w artykule magazynu New Martial Hero, że Leung Ting jest jego prywatnym uczniem.
Inne zdjęcia ukazują Leung Tinga na pogrzebie Yip Mana z inną opaską na ramieniu niż ta noszona przez bezpośrednich uczniów Yip Mana (opaska wskazywała, że był uczniem jednego z innych uczniów Yip Mana).

## Filmografia
- The Legend is Born: Ip Man, 2010 – film pokazuje okres młodości mistrza Yip Man
- Ip Man 2, 2010 – kontynuacja filmu o najsłynniejszym mistrzu Wing Chun Yip Manie
- Ip Man, 2008 – film poświęcony jednemu z największych mistrzów Wing Chun – Yip Manowi
- Ip Man 3, 2015 – kontynuacja filmu o Yip Manie
- Warriors Two, 1978(inne języki) – historia przedstawiona w filmie Warriors Two dotyczy historycznej postaci – Leung Jana
- The Prodigal Son, 1982(inne języki) – w filmie pojawia się historyczna postać Wing Chun – Leung Jan, pokazany jako adept uczący się u boku Leung Yee-tai (Leung Yee-tai i Wong Wah-bo byli nauczycielami Leung Jana, a sam Leung Yee-tai był członkiem słynnej grupy operowej i znany był z tego, że odgrywał role kobiece)